# Federik I van Napels
Federik I van Napels (Napels, 16 oktober 1451 - Montils-lèz-Tours, 9 november 1504), soms verkeerdelijk Federik II, Federik III of Federik IV genoemd, was koning van Napels en titulair koning van Jeruzalem. Hij regeerde van 1496 tot 1501 wanneer de Fransen en Aragonezen hem afzetten. Federik was de laatste koning van Napels in de directe linie van Alfons de Grootmoedige. Hij stierf in ballingschap aan het Franse hof in 1504.

## Familie
Federik was een telg uit het Aragonees huis Trastámara dat heerste over het ontdubbelde koninkrijk Napels en Sicilië. Prins Federik groeide op aan het Napolitaans hof van zijn vader, koning Ferdinand I, bijgenaamd Ferrante. Federik was de tweede (wettelijke) zoon van zijn vader in zijn eerste huwelijk met Isabella van Clermont. Hij maakte tijdens het schrikbewind van zijn vader meerdere opstoten van Napolitaanse baronnen mee, die bloedig werden neergeslagen. Federik deed meerdere diplomatieke missies voor zijn vader.

## Bourgondië
Zijn vader en zijn broer, kroonprins Alfons II, waren van mening dat Federik best uitgehuwelijkt kon worden aan prinses Maria van Bourgondië, de rijkste kroonprinses in het Westen. Andere Europese vorsten dachten ook zo en hadden hun eigen huwelijkskandidaat. Koning Ferdinand I organiseerde een diplomatieke missie naar het hof van Bourgondië (1494). Onderweg vertelde Federik aan de Italiaanse vorsten dat het huwelijk nakend was. Eenmaal aangekomen in Besançon bleek het huwelijk niet door te gaan.  Koning Lodewijk XI van Frankrijk organiseerde dan maar het huwelijk van Federik met zijn nicht Anne van Savoye (1478). Lodewijk XI ambieerde stukken van, zo niet het hele koninkrijk Napels. De relaties tussen Federico en de Franse koning Lodewijk XI bleven goed, ook met de opvolger Karel VIII van Frankrijk. Zelfs toen Karel VIII tijdens de Italiaanse oorlog Napels veroverde en broer Alfons II en neef Ferdinand II op de vlucht joeg, bleef Federik wonen in Napels. Hij toonde zich een dienaar van de Franse kroon in Napels.

## Verraad
Na het vertrek van de Fransen uit Napels, volgde Federik zijn intussen overleden neef, koning Ferdinand II op (1496). De Italiaanse oorlog herbegon met de nieuwe Franse koning Lodewijk XII. Naïef sloot Federik een bondgenootschap met zijn neef en oude bondgenoot Ferdinand van Aragon. De Aragonese koning Ferdinand II en de Franse koning Lodewijk XII hadden evenwel een geheim akkoord gesloten om het koninkrijk Napels samen te veroveren; dit verraad door een Aragonees had de Aragonees Federico nooit verwacht. Paus Alexander VI Borgia keerde zich ook nog tegen Federik. De paus stuurde zijn zoon Cesare Borgia mee op veldtocht. Koning Federik trad af als koning van Napels en leefde in Franse kastelen aan de Loire, waarbij zijn status zowat deze van 'een gevangene' was.

## Spaans of Frans Napels?
De twee grootmachten vochten verder onder mekaar uit wie het koninkrijk Napels mocht bezitten. De Spaanse generaal Gonzalo Fernández de Córdoba verjoeg de Fransen uit Napels in 1504, het jaar dat Federico stierf.